# Seznam čeških skladateljev
Seznam čeških skladateljev.

## A
- August Wilhelm Ambros
- Emil Axman

## B
- Antonin Balatka
- Milan Balcar
- Josef Bartovský
- Antonín František Bečvarovský
- Ralph Benatzky
- František Benda
- Jiří Antonín Benda
- Karel Bendl
- Josef Beneš
- Jara Beneš
- Jan Beran (1959)
- Karel Berman
- Heinrich Ignaz Franz von Biber
- Vilém Blodek
- Aleš Březina

## C
- Samuel Capricornus
- Jiří Chlumecký
- Carl Czerny

## Č
- Bohuslav Matěj Černohorský

## D
- František Drdla
- Alexander Dreyschock
- Jan Josef Dusík
- Jan Ladislav Dusík
- František Josef Benedikt Dusík
- František Xaver Dušek
- Antonín Dvořák

## E
- Petr Eben (1929-2007)

## F
- Jiří Fiala
- Zdeněk Fibich
- Jan Frank Fischer
- Luboš Fišer
- Anton Foerster
- Josef Foerster (1833-1907)
- Josef Bohuslav Foerster
- Rudolf Friml
- Julius Fučík

## G
- Florian Leopold Gassmann
- Adalbert Gyrowetz = Vojtěch Matyáš Jírovec

## H
- Pavel Haas
- Alois Hába
- Petr Hapka
- Jan Hammer
- Kryštof Harant z Polžic a Bezdružic
- Karel Hašler
- Svatopluk Havelka
- Ilja Hurník
- Karel Husa

## I
- Josef Illner

## J
- Antonín Jakl
- Jaroslav Jankovec
- Leoš Janáček
- Hanns Jelinek
- Otakar Jeremiáš
- Jaroslav Ježek
- Karel Boleslav Jirák
- Josip Jiranek
- Vojtěch Matyáš Jírovec (Adalbert Gyrowetz)

## K
- Julius Kalaš
- Zdeněk Kalhous
- Vítězslava Kaprálová
- Johann Friedrich Kittl
- Gideon Klein
- Jan Klusák
- Michael Kocáb
- Zikmund Kolešovský
- Erich Wolfgang Korngold
- Miroslav Kořínek
- Petr Kotík
- Karel Kovařovic
- Hans Krása
- Jaroslav Krček
- Iša Krejčí
- Ernst Křenek
- Jaroslav Křička
- Pavel Křížkovský
- Karel Kryl
- Ladislav Kubík
- Jan Kubelík
- Rafael Kubelík
- Jaroslav Kvapil

## L
- Daniel Landa

## M
- (Gustav Mahler )
- (Josip Mandić)
- Bohuslav Martinů
- František Václav Míča
- Ivan Mládek
- Ignaz Moscheles
- Josef Mysliveček

## N
- Eduard Nápravník
- Oskar Nedbal
- Anton Nedvĕd
- Vít Nejedlý
- Václav Nelhýbel
- Josef Nešvera
- Jaromír Nohavica
- Jan Novak
- Vítězslav Novák

## O
- Jana Obrovská
- Otakar Ostrčil

## P
- Josef Páleníček
- Jiři Pauer
- Vadim Petrov (1932-2020)
- Vilém Petrželka
- Josef Pičman
- Karel Plíhal
- Xaver Pokorný (1729-1794)
- Zděnek Pololáník
- David Popper
- František Procháska (1879-1948)

## R
- Anton Reicha
- Emil von Reznicek
- Ivan Řezáč
- František Xaver Richter
- Jan Jakub Ryba

## S
- Erwin Schulhoff
- Jan Hanuš Sitt
- Petr Skoumal
- František Zdeněk Skuherský
- Klement Slavický
- Václav Smetáček
- Bedřich Smetana
- Martin Smolka
- Jitka Snížková
- Vladimír Sommer
- Jiří Srnka
- Jan Václav Stamic
- Karel Stamic
- Josef Stelibský
- Josef Suk
- Milan Svoboda

## Š
- Otokar Šín
- František Škroup
- Václav Štěpán
- Jiří Šust

## T
- Vilém Tauský
- Otto Albert Tichý
- Václav Tomášek (1774–1850)
- Václav Trojan
- Antonín Tučapský

## U
- Viktor Ullmann

## V
- Miloš Vacek
- Dalibor Cyril Vačkář
- Jan Křtitel Vaňhal
- Česlav Vaňura
- Václav Jindřich Veit
- Pavel Josef Vejvanovský
- Jaromír Vejvoda
- Boleslav Vomáčka?
- Jan Václav Voříšek (Jan Voříšek)
- Sláva Vorlová
- Antonín Vranický

## W
- Johann Baptist Wanhal
- Jaromír Weinberger
- Karel Weiss
- Paul Wranitzky (moravsko-avstrijski)

## Z
- Jan Zach
- Jan Dismas Zelenka
- Otakar Zich
- Jiří Zmožek